# Bertul Kocabaş
Bertul Kocabaş (* 15. Februar 1992 in Hamm) ist ein deutsch-türkischer Fußballspieler.

## Karriere

### Verein
Mit dem Fußball begann Kocabaş bei Germania Hamm. Über die Hammer SpVg kam er dann in die Jugend des Bundesliga-Klubs Borussia Dortmund. Danach ging er in die Jugend von Rot Weiss Ahlen, wo er in der A-Jugend Bundesliga spielte. Sein Profidebüt gab er im März 2010 am 27. Spieltag der 2. Fußball-Bundesliga, als er im Spiel gegen Augsburg in der 66. Minute für Michael Wiemann eingewechselt wurde.
Im Januar 2011 verließ Kocabas das Ruhrgebiet und wechselte zum Hamburger SV, wo er mit der zweiten Mannschaft in der Regionalliga Nord spielte.
Zur Saison 2012/13 wechselte er zum türkischen Erstligisten Kardemir Karabükspor, bei dem er einen Vierjahresvertrag unterschrieb. Für die Spielzeit 2013/14 wurde Kocabaş an Bucaspor ausgeliehen. Der Wechsel zu Bucaspor kam später nicht zustande, sodass Kocabaş in der letzten Woche der Sommertransferperiode an den Erstligisten Eskişehirspor ausgeliehen wurde. Mitte Oktober 2015 löste er seinen Vertrag mit Karabükspor nach gegenseitigem Einvernehmen auf und verließ diesen Klub. Zuvor hatte der Verein für die Saison 2015/16 für Kocabaş keine Lizenz ausstellen lassen.

### Nationalmannschaft
Im Rahmen zweier Freundschaftsspiele wurde Kocabaş zum ersten Mal in seiner Karriere für die Türkische U-21-Nationalmannschaft nominiert.